# Liste der Monuments historiques in Benque-Dessous-et-Dessus
Die Liste der Monuments historiques in Benque-Dessous-et-Dessus führt die Monuments historiques in der französischen Gemeinde Benque-Dessous-et-Dessus auf.

## Liste der Bauwerke
| Bezeichnung                    | Beschreibung                  | Standort | Kennzeichnung | Schutzstatus | Datum | Bild           |
| ------------------------------ | ----------------------------- | -------- | ------------- | ------------ | ----- | -------------- |
| Alignements du Mail de Soupène |                               | (Lage)   | PA00094275    | Classé       | 1889  |                |
| Kirche St-Blaise               | Erbaut im 14. Jahrhundert     | (Lage)   | PA00094289    | Classé       | 1960  | weitere Bilder |
| Kirche St-Geniès               | Erbaut ab dem 12. Jahrhundert | (Lage)   | PA00135449    | Inscrit      | 1995  | weitere Bilder |

## Liste der Objekte
| Bezeichnung                         | Beschreibung                                | Standort                       | Kennzeichnung | Schutzstatus | Datum | Bild           |
| ----------------------------------- | ------------------------------------------- | ------------------------------ | ------------- | ------------ | ----- | -------------- |
| Skulptur Stillende Madonna mit Kind | Holz, bemalt, 14. Jahrhundert               | in der Kirche St-Béat (?)      | PM31000054    | Classé       | 1959  |                |
| Skulptur Madonna mit Kind           | Holz, bemalt, 14. Jahrhundert               | in der Kirche (welche ?)       | PM31000053    | Classé       | 1959  |                |
| Zwei gallo-römische Reliefs         | Marmor                                      | in der Kirche St-Geniès (Lage) | PM31000052    | Classé       | 1906  |                |
| Krankenziborium                     | Silber, 18. Jahrhundert                     | in der Kirche St-Geniès (Lage) | PM31002480    | Inscrit      | 2013  |                |
| Weihwasserbecken                    | Marmor, 13. Jahrhundert                     | in der Kirche St-Geniès (Lage) | PM31002481    | Inscrit      | 2013  | weitere Bilder |
| Skulptur Christus am Kreuz          | Holz, bemalt und vergoldet, 16. Jahrhundert | in der Kirche (welche ?)       | PM31000055    | Classé       | 1964  |                |